# Ontario (Messerhersteller)
Der Messerhersteller Ontario wurde 1889 in Naples (Landkreis Ontario) im Staat New York (USA) gegründet und hat seinen Firmensitz und Produktionsstätte in Franklinville, New York.
Die Namensgebung des Unternehmens basiert auf dem Namen des Landkreises.
Das Tochterunternehmen Queen Cutlery entwickelt und fertigt Taschenmesser.

## Produktumfang
Der Hersteller produziert Sport- und Outdoormesser, sowie Küchenbesteck und weitere in Industrie, Landwirtschaft und medizinisch-wissenschaftlich genutzte Schneidinstrumente.
Ontario fertigt sowohl eigene Produktlinien als auch für Fremdmarken.